# Декстер-Джонс, Аннабель
Аннабе́ль Де́кстер-Джонс (англ. Annabelle Dexter-Jones; род. 25 октября 1986, Лондон) — британо-американская актриса

 кино, телевидения и озвучивания, кинорежиссёр

 и сценарист.

## Ранние годы
Аннабель Декстер-Джонс родилась 25 октября 1986 года в Лондоне (Англия, Великобритания) в семье гитариста рок-группы «Foreigner» Мика Джонса (род. 1944) и дизайнера ювелирных украшений Энн Декстер-Джонс, которые были женаты дважды (с 1983 по 2007 год и вновь с 2017 года). У неё есть старший брат — Александр Декстер-Джонс (род. 1985), два старших единокровных брата — Ромен и Кристофер Джонс, а также старшие единоутробные брат и сёстры-близнецы: Марк (род. 1975), Саманта и Шарлотта Ронсон (род. 1977).

## Карьера
Декстер-Джонс дебютировала в кино в 2003 году, сыграв роль Матти в короткометражном фильме «Целый Моисей». В 2017 году она дебютировала в качестве режиссёра и сценариста с короткометражным фильмом «Сесиль у телефона», в котором также исполнила главную роль. За эту работа она была номинирована на премию кинофестиваля Сандэнс за лучший короткометражный фильм.
В 2018 году Декстер-Джонс сыграла роль Фэнни в фильме «Под Сильвер-Лэйк». С 2019 по 2023 год она играла роль Наоми Пирс в телесериале «Наследники».

## Фильмография

### Актриса
| Год       |     | Русское название                      | Оригинальное название           | Роль                          |
| --------- | --- | ------------------------------------- | ------------------------------- | ----------------------------- |
| 2003      | кор | Целый Моисей                          | Wholey Moses                    | Матти                         |
| 2012      | ф   | Пропущенные соединения                | Missed Connections              | Лорен — девушка-манго         |
| 2012      | ф   | Корпорация «Святые моторы»            | Holy Motors                     | ассистентка фотографа         |
| 2012      | кор | Галерея                               | The Gallerina                   | Галерея                       |
| 2013      | кор | И в конце концов                      | And After All                   | Шарлотта                      |
| 2013      | кор | Красивые девчонки                     | Pretty Girls                    | Анна                          |
| 2014      | ф   | Астма                                 | Asthma                          | Лилли                         |
| 2015      | ф   | Нимфетки                              | The Nymphets                    | Бриттани                      |
| 2015      | ф   | Одержимость Ады                       | Ava's Possessions               | Хейзел                        |
| 2015      | ф   | #Хоррор                               | #Horror                         | Молли                         |
| 2015      | кор | В мистическом доме                    | At Home with Mystic             | Мелани                        |
| 2016      | ф   | Белая девушка                         | White Girl                      | Алекса                        |
| 2016      | тф  | Прототип                              | Prototype                       | Донна Нейринг                 |
| 2016      | с   | Красные дубы                          | Red Oaks                        | Ксан                          |
| 2017      | кор | Сесиль у телефона                     | Cecile on the Phone             | Сесиль                        |
| 2017      | в   | Телефонные звонки                     | Phone Calls                     | Эмма                          |
| 2017      | ф   | Истории семьи Майровиц                | The Meyerowitz Stories          | девушка в галерее             |
| 2018      | ф   | Под Сильвер-Лэйк                      | Under the Silver Lake           | Фэнни                         |
| 2018      | с   | Двойка                                | The Deuce                       | танцовщица                    |
| 2019      | ф   | Опустошение                           | Ravage                          | Харпер                        |
| 2019      | ф   | Джози и Джек                          | Josie & Jack                    | Лили                          |
| 2019—2023 | с   | Наследники                            | Succession                      | Наоми Пирс                    |
| 2022      | с   | Призвание                             | The Calling                     | Дания Миллер                  |
| 2023      | ф   | Плохие вещи                           | Bad Things                      | Фрэн                          |
| 2023      | ф   | Что случилось с Хелен?                | Helen's Dead                    | Лейла                         |
| 2023      | с   | Основано на реальных событиях         | Based on a True Story           | Серена                        |
| 2023—2024 | с   | Американская история ужасов: Нежность | American Horror Story: Delicate | Соня Шокросс / Аделин Хардинг |
| 2023      | ки  | RoboCop: Rogue City                   | RoboCop: Rogue City             |                               |

### Кинопроизводства
| Год  | Название          | Оригинальное название | Режиссёр | Сценарист |
| ---- | ----------------- | --------------------- | -------- | --------- |
| 2017 | Сесиль у телефона | Cecile on the Phone   | Да       | Да        |

## Награды и номинации
| Год  | Премия                             | Категория                                 | Работа            | Результат |
| ---- | ---------------------------------- | ----------------------------------------- | ----------------- | --------- |
| 2013 | Фестиваль художественного кино Gen | Лучшая актриса                            | И в конце концов  | Победа    |
| 2017 | Сандэнс                            | Приз Большого жюри короткометражного кино | Сесиль у телефона | Номинация |
| 2019 | ФильмКвест                         | Лучшая актриса                            | Опустошение       | Победа    |